# 琴旨申邱
《琴旨申邱》，古琴譜，清光緒己丑年劉陽劉人熙撰。

## 琴譜介紹
刻本一卷。據邱之稑律音彙考中琴曲之一魚麗續作兩示範曲，欲爲邱氏風雅十二詩譜琴曲用調作出解釋，故名書名“申邱”（見原書“敘意第十三”），但其論證、實不甚妥。